# Powiat trembowelski (Galicja)
Powiat trembowelski – dawny powiat kraju koronnego Królestwo Galicji i Lodomerii, istniejący w latach 1867–1918.
Siedzibą c.k. starostwa była Trembowla. Powierzchnia powiatu w 1879 roku wynosiła 8,3121 mil kw. (478,28 km²), a ludność 55 095 osób. Powiat liczył 44 osady, zorganizowanych w 44 gminy katastralne.
Na terenie powiatu działały 2 sądy powiatowe – w Trembowli i Budzanowie.

## Starostowie powiatu
- Jan Potocki (1871[potrzebny przypis]–1880), honorowy obywatel miasta Trembowli[1]
- dr Juliusz Kleeberg (1886)[2]
- Zygmunt Rudnicki (1917)[3]
- vacat (1882[potrzebny przypis], 1885[4], 1887[5])

## Komisarze rządowi
- Jan Majer (1871)
- Marian Bandrowski (1879)
- Bolesław Rozwadowski (zastępca starosty, 1882)
- dr Józef Horodyski-Korczak (1887)[5]

## Prezesi Wydziału powiatowego
- Adolf Promiński (1885)[4]
- vacat (1886)[6]
- hr. Jerzy Borkowski (1887[7]–1903[8])
- hr. Jerzy Baworowski (1904[9], 1905[10], 1906[11])
- Jan Duklan Gromnicki

## Lekarze powiatowi
- dr Omelan Hładyszowski (1887, z siedzibą w Tarnopolu)[5]